# Dialakoro
Dialakoro is een gemeente (commune) in de regio Sikasso in Mali. De gemeente telt 22.800 inwoners (2009).
De gemeente bestaat uit de volgende plaatsen:
- Dialakoro
- Kobala
- Nanébougou
- Nangola